# Lê Văn Khoa
 Lê Văn Khoa (sinh năm 1961) là một chính khách Việt Nam. Ông nguyên là Ủy viên Ban Thường vụ Thành ủy, Phó Chủ tịch Ủy ban nhân dân Thành phố Hồ Chí Minh nhiệm kỳ 2016-2021.

## Lý lịch và học vấn
Lê Văn Khoa sinh năm 1961, quê quán thị xã Điện Bàn, tỉnh Quảng Nam.
Trình độ: Cử nhân luật, cử nhân hành chính, cử nhân lý luận chính trị.

## Sự nghiệp
Trước khi giữ chức Chủ tịch Ủy ban nhân dân Quận 5, Thành phố Hồ Chí Minh ông từng là Phó Chủ tịch Ủy ban nhân dân quận.
Chiều ngày 21/11/2006, tại kỳ họp bất thường Hội đồng nhân dân Quận 5, Thành phố Hồ Chí Minh đã bầu Lê Văn Khoa giữ chức vụ Chủ tịch Ủy ban nhân dân quận 5.
Ngày 18/8/2010, theo Quyết định số 340/QĐ-UBND-TC, ông Lê Văn Khoa được bổ nhiệm giữ chức vụ Phó Giám đốc Sở Công thương, thời gian giữ nhiệm vụ là 5 năm, phụ trách các lĩnh vực như xuất nhập khẩu, xúc tiến thương mại.
Ngày 27/1/2014, theo Quyết định số 27/QĐ-UBND-TC, ông Lê Văn Khoa - Phó Giám đốc Thường trực Sở Công thương được bổ nhiệm giữ chức vụ Giám đốc Sở Công thương Thành phố Hồ Chí Minh; thời gian giữ chức vụ là 5 năm.
Ngày 11/12/2015, Hội đồng nhân dân Thành phố Hồ Chí Minh đã công bố kết quả bầu cử Ủy ban nhân dân tỉnh nhiệm kỳ 2011 - 2016, theo đó ông Lê Văn Khoa được bầu làm Phó Chủ tịch Ủy ban nhân dân Thành phố.
Chiều ngày 28/6/2016, kỳ họp thứ nhất Hội đồng nhân dân Thành phố Hồ Chí Minh khóa IX đã bầu Lê Văn Khoa tiếp tục giữ chức vụ phó chủ tịch Ủy ban nhân dân Thành phố nhiệm kỳ 2016-2021.

### Từ chức Phó Chủ tịch Ủy ban nhân dân TPHCM
Ngày 1 tháng 3 năm 2018, Phó chủ tịch UBND TPHCM Lê Văn Khoa viết đơn xin thôi việc vì bị bệnh huyết áp, đái tháo đường, ngoại tâm thu thất, xơ cứng động mạch, và đã hai lần bị tai biến.
Ngày 24 tháng 4 năm 2018, kỳ họp thứ 8 (bất thường) của HĐND TP.HCM khóa 9 diễn ra theo đề nghị của Ủy ban nhân dân TPHCM với nội dung duy nhất là để miễn nhiệm chức danh Phó Chủ tịch UBND TPHCM vì lí do sức khỏe kém. Kết quả, các đại biểu HĐND TPHCM đã tán thành miễn nhiệm chức danh Phó Chủ tịch UBND TPHCM đối với ông Lê Văn Khoa. Chủ tịch HĐND TP.HCM bà Nguyễn Thị Quyết Tâm nhận xét ông là người rất có trách nhiệm với công việc. Còn Chủ tịch UBND TPHCM Nguyễn Thành Phong thì nhận xét ông là "người trách nhiệm, tâm huyết, chân thành".
Ngày 21 tháng 5 năm 2018, Thủ tướng Chính phủ Việt Nam Nguyễn Xuân Phúc đã phê chuẩn miễn nhiệm chức vụ Phó Chủ tịch Ủy ban nhân dân Thành phố Hồ Chí Minh đối với ông Lê Văn Khoa căn cứ theo đề nghị ngày 27 tháng 4 năm 2018 của Hội đồng nhân dân Thành phố Hồ Chí Minh và đề nghị ngày 11 tháng 5 năm 2018 Bộ trưởng Bộ Nội vụ Việt Nam.